# T-15 Armata
T-15 Armata (ryska: T-15А), med industriell beteckning "Object 149", är ett ryskt tungt pansarskyttefordon som visades upp 2015 under repetitioner för segerdagsparaden i Moskva. T-15 förväntas ersätta de ryska markstyrkornas BMP-2 och MT-LB. 

## Bakgrund
Konceptet för infanteri-stridsfordonet utvecklades under 1960-talet under det kalla kriget, där en konfrontation mellan länderna i Nato och Warszawapakten förväntades domineras av stridsvagnar, så att infanteri krävde transport för att upprätthålla tempot, samtidigt som beväpningen måste vara tillräcklig att bekämpa stridsvagnar och pansar för att motstå handeldvapen och splitter från artillerield; Sovjetunionen skapade BMP-1/2 och USA M2/M3 Bradley. Medan IFVs gav bättre eldkraft, gjorde mängden pansarvärnsvapen och målsökande robotar det opraktiskt och oekonomiskt att skydda dem från sådana vapen. Efter kalla kriget, ägde de flesta striderna rum i stadsområden, som striderna för Groznyj i Tjetjenien. Medan stora förluster skulle kunna tolereras i ett supermaktskrig, så är det ohållbart att till exempal terrorister beväpnade med pansarvärnsvapen enkelt kan döda hela skyttegrupper på en gång genom att förstöra deras fordon. I ett försök att göra skyddet bättre för pansarskyttefordon har vissa länder experimenterat med att bygga om stridsvagnar för att transportera trupper.

## Design
Den ryska T-15 är baserad på Universella Vapenplattformen Armata som den delar med bland annat stridsvagnen T-14 Armata, med motorn förflyttad till fronten för att rymma ett passagerarutrymme baktill, vilket lägger motorn som en slags sköld mot frontala träffar. Passagerarkapaciteten uppskattas till mellan sju och nio soldater. Vid 48 ton är fordonet något tyngre än stridsvagnen T-90. Den har flera funktioner, inklusive en inbyggd skopa för att gräva in sig i en befäst position och T-14s många kameror och sensorer. 

## Beväpning
T-15 har fjärrkontrolltornet Bumerang-BM med sin 2A42 30 mm automatkanon, en 7,62 mm koaxial PKT-kulspruta och ett fäste med två Kornet trådtyrda pansarvärnsrobotar på båda sidor. I utveckling är även AU-220M Baikal fjärrstyrd vapenstation som har en AK-257 57 mm halvautomatisk kanon och Ataka pansarvärnsrobot.

## Mobilitet
T-15 är som T-14 baserad på Universella Vapenplattformen Armata, men till skillnad från T-14 har den motorn fram. Den drivs av en ny generation 1 500 hk multifuel dieselmotor kombinerad med en hydro-mekanisk automatisk växellåda, har en stridsvikt på cirka 48 ton, en maxhastighet på 65–70 km/h, en räckvidd på 550 km och ett effekt-till-vikt förhållande över 30 hk/t. 

## Skydd
Liksom T-14 är T-15 skyddad av reaktivt pansar och aktiva skyddssystemet Afganit (ryska: Афганит). Det använder fyra ”soft-kill” avfyrningstuber för att distribuera rökgranater som stör fiendesystemens visuella och infraröda styrsystem och fem ”hard-kill” avfyrningstuber på toppen av skrovet, jämfört med T-14:s tio rör på tornet som automatiskt vänder sig för att möta ett hot. T-15 har "en aldrig tidigare skådad skyddsnivå", inklusive förbättrad passiv stål- och keramisk kompositpansar och en stålbur på baksidan. Dess nya Malakhit ERA påstås skydda mot pansarvärnsrobotar som FGM-148 Javelin och MMP och 120 mm ammunition som de tyska DM53 / DM63 och Amerikanska M829A3 pilprojektiler. Förutom ”hard-kill” och ”soft-kill” APS har T-15 en speciell färg som minskar fordonets infraröda signatur. Underdelen förstärks med en extra pansarplatta för skydd mot minor och IED:er, och det har ett störningssystem för att detonera radiostyrda stridsvagnsminor. T-15 har även ett NBC-skyddssystem. 